# Кінгстон (переписна місцевість, Массачусетс)
Кінгстон (англ. Kingston) — переписна місцевість (CDP) в США, в окрузі Плімут штату Массачусетс. Населення — 5700 осіб (2020).

## Географія
Кінгстон розташований за координатами 41°59′46″ пн. ш. 70°43′18″ зх. д. / 41.99611° пн. ш. 70.72167° зх. д. (41.996152, -70.721653).  За даними Бюро перепису населення США в 2010 році переписна місцевість мала площу 16,25 км², з яких 12,44 км² — суходіл та 3,81 км² — водойми.

## Демографія
Згідно з переписом 2010 року, у переписній місцевості мешкала 5591 особа в 2254 домогосподарствах у складі 1481 родини. Густота населення становила 344 особи/км².  Було 2496 помешкань (154/км²).
Расовий склад населення:
| - 95,6 % — білих - 1,3 % — чорних або афроамериканців - 0,8 % — азіатів - 0,2 % — корінних американців |

До двох чи більше рас належало 1,3 %. Частка іспаномовних становила 1,1 % від усіх жителів.
За віковим діапазоном населення розподілялося таким чином: 22,8 % — особи молодші 18 років, 63,9 % — особи у віці 18—64 років, 13,3 % — особи у віці 65 років та старші. Медіана віку мешканця становила 41,2 року. На 100 осіб жіночої статі у переписній місцевості припадало 98,0 чоловіків;  на 100 жінок у віці від 18 років та старших — 93,5 чоловіків також старших 18 років.
Середній дохід на одне домашнє господарство  становив 92 476 доларів США (медіана — 78 500), а середній дохід на одну сім'ю — 102 600 доларів (медіана — 87 325). Медіана доходів становила 61 983 долари для чоловіків та 41 471 долар для жінок. За межею бідності перебувало 2,6 % осіб, у тому числі 3,0 % дітей у віці до 18 років та 3,1 % осіб у віці 65 років та старших.
Цивільне працевлаштоване населення становило 3539 осіб. Основні галузі зайнятості: освіта, охорона здоров'я та соціальна допомога — 27,2 %, роздрібна торгівля — 11,4 %, науковці, спеціалісти, менеджери — 10,6 %.